# Amazonides aleuca
Amazonides aleuca is een vlinder uit de familie uilen (Noctuidae). De wetenschappelijke naam van deze soort is voor het eerst geldig gepubliceerd in  door Prout, ????.
De soort komt voor in tropisch Afrika.